# Hermann Körner
Hermann Körner (* 23. Oktober 1907 in Lassahn; † 27. März 1977) war ein deutscher Kommunalpolitiker.

## Leben
Körner, der aus dem Kreis Herzogtum Lauenburg stammte, trat zum 1. Oktober 1928 der NSDAP bei (Mitgliedsnummer 101.695). Er wurde nach einer Beamtenlaufbahn im mittleren und gehobenen Verwaltungsdienst 1934 Bürgermeister von Werneuchen. 1939 wurde er als 1. Bürgermeister nach Küstrin versetzt, wo er gleichzeitig als Kreisleiter der NSDAP  fungierte.
Küstrin wurde am Ende des Zweiten Weltkriegs von Hitler zur Festung erklärt. Am 12. Februar 1945 richtete Körner einen Aufruf mit Kampf- und Durchhalteparolen an die „Männer und Frauen, deutschen Jungen und Mädel der Festung Küstrin“. Jeder Mann, der eine Waffe tragen konnte, galt als wehrfähig. Nach Augenzeugenberichten wurden Frauen und Kinder im allerletzten Moment evakuiert. Andere Quellen geben an, dass die gesamte Zivilbevölkerung restlos gerettet worden sei. Körner selbst unternahm im Gefolge des Festungskommandanten Heinz Reinefarth einen Ausbruch, der ihm und anderen Männern das Leben rettete.
Nach dem Krieg kehrte er ins südliche Schleswig-Holstein zurück. Vom 1. April 1951 bis 31. Dezember 1971 war er Bürgermeister von Reinbek, um das er sich viele Verdienste erworben hatte. Während seiner Amtszeit wurde die Gemeinde zur Stadt erhoben.

## Ehrungen
- 1972: Verdienstkreuz am Bande der Bundesrepublik Deutschland
- Benennung der Hermann-Körner-Straße in Reinbek